# Chủ nghĩa phản thần
Chủ nghĩa phản thần (tiếng Anh: antitheism) là quan điểm triết học cho rằng nên phản đối chủ nghĩa hữu thần. Thuật ngữ này đã có một loạt các cách sử dụng khác nhau. Trong bối cảnh thế tục, nó thường ám chỉ sự phản đối trực tiếp với niềm tin vào bất kỳ vị thần nào.

## Từ nguyên
Từ antitheism (hoặc có gạch nối anti-theism) đã được ghi lại trong tiếng Anh từ năm 1788. Nguồn gốc từ nguyên của từ này là anti và theos trong tiếng Hy Lạp.
Từ điển tiếng Anh Oxford định nghĩa người theo chủ nghĩa phản thần là "người phản đối niềm tin vào sự tồn tại của một vị thần". Trích dẫn sớm nhất về ý nghĩa này có từ năm 1833. Thuật ngữ này có thể do Pierre-Joseph Proudhon đặt ra.